# Aubrey Mather
Pour les articles homonymes, voir Mather.
Aubrey Mather, est un acteur britannique né à Minchinhampton, (Gloucestershire) Royaume-Uni, le 17 décembre 1885 et mort le 16 janvier 1958 à Londres, Royaume-Uni. 

## Filmographie partielle
- 1930 : Young Woodley de Thomas Bentley
- 1935 : Le Drame du terminus (The Silent Passenger) de Reginald Denham
- 1936 : Comme il vous plaira (As you like it) de Paul Czinner
- 1936 : Agent secret (Sabotage) d'Alfred Hitchcock (non crédité)
- 1937 : Life Begins with Love de Ray McCarey
- 1940 : No, No, Nanette de Herbert Wilcox
- 1940 : Éveille-toi mon amour (Arise, my love) de Mitchell Leisen
- 1941 : La Proie du mort (Rage in Heaven) de W. S. Van Dyke, Robert B. Sinclair et Richard Thorpe
- 1941 : Docteur Jekyll et M. Hyde (Dr. Jekyll and Mr. Hyde) de Victor Fleming (non crédité)
- 1941 : Soupçons (Suspicion) d'Alfred Hitchcock (non crédité)
- 1941 : Boule de feu (Ball of Fire) de Howard Hawks
- 1942 : Madame Miniver (Mrs. Miniver) de William Wyler (non crédité)
- 1942 : Prisonniers du passé (Random Harvest) de Mervyn LeRoy
- 1943 : Hello Frisco, Hello de H. Bruce Humberstone
- 1943 : Le ciel peut attendre (Heaven Can Wait) d'Ernst Lubitsch
- 1943 : Le Chant de Bernadette (The Song of Bernadette) de Henry King
- 1943 : Jane Eyre (Jane Eyre), de Robert Stevenson
- 1944 : Jack l'Éventreur (The Lodger) de John Brahm
- 1944 : Le Grand National (National Velvet) de Clarence Brown
- 1945 : La Maison de la peur ou Sherlock Holmes et la Maison de la peur (House of Fear) de Roy William Neill
- 1946 : Tentation (en) (Temptation) d'Irving Pichel
- 1947 : The Mighty McGurk
- 1947 : Tout le monde chante (It Happened in Brooklyn) de Richard Whorf
- 1947 : For the Love of Rusty de John Sturges
- 1947 : Marchands d'illusions (The Hucksters) de Jack Conway
- 1948 : La Belle imprudente (Julia Misbehaves) de Jack Conway
- 1948 : Les Aventures de don Juan (The Adventures of Don Juan) de Vincent Sherman
- 1949 : Le Jardin secret (The Secret Garden) de Fred M. Wilcox
- 1949 : Si ma moitié savait ça (Everybody Does It) d'Edmund Goulding
- 1949 : La Dynastie des Forsyte (That Forsyte woman) de Compton Bennett
- 1952 : Il importe d'être Constant (The Importance of Being Earnest) d'Anthony Asquith
- 1954 : Fast and Loose de Gordon Parry
- 1954 : Un fils pour Dorothy (To Dorothy a Son) de Muriel Box